# Ókori irodalom
Ókori irodalom alatt az ókor kezdetétől, vagyis az írásbeliség megjelenésétől a Római Birodalom bukásáig eltelt időszak irodalmát értjük.

## Az ókori kelet irodalma

### Ókori egyiptomi irodalom

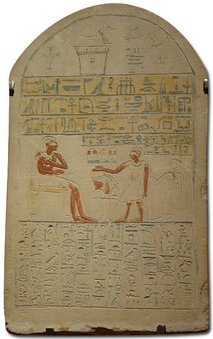
Kőbe vésett hieroglif írás

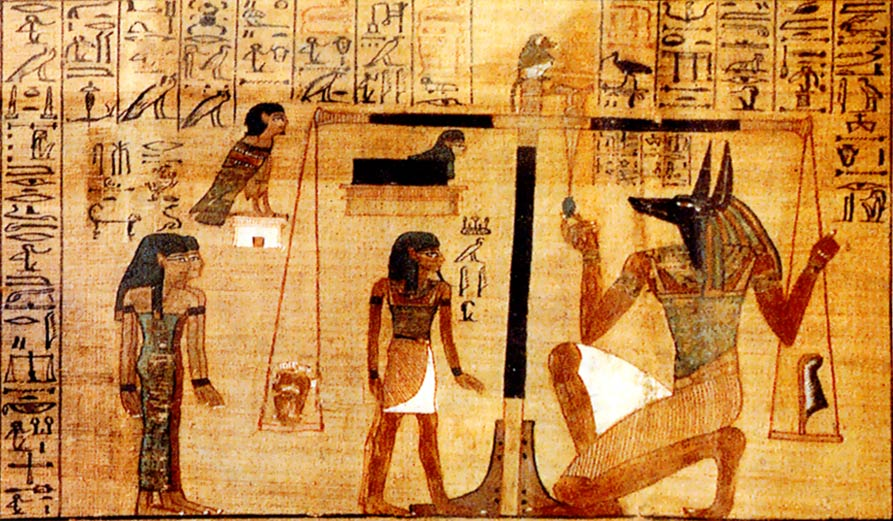
A Halottak könyve részlete

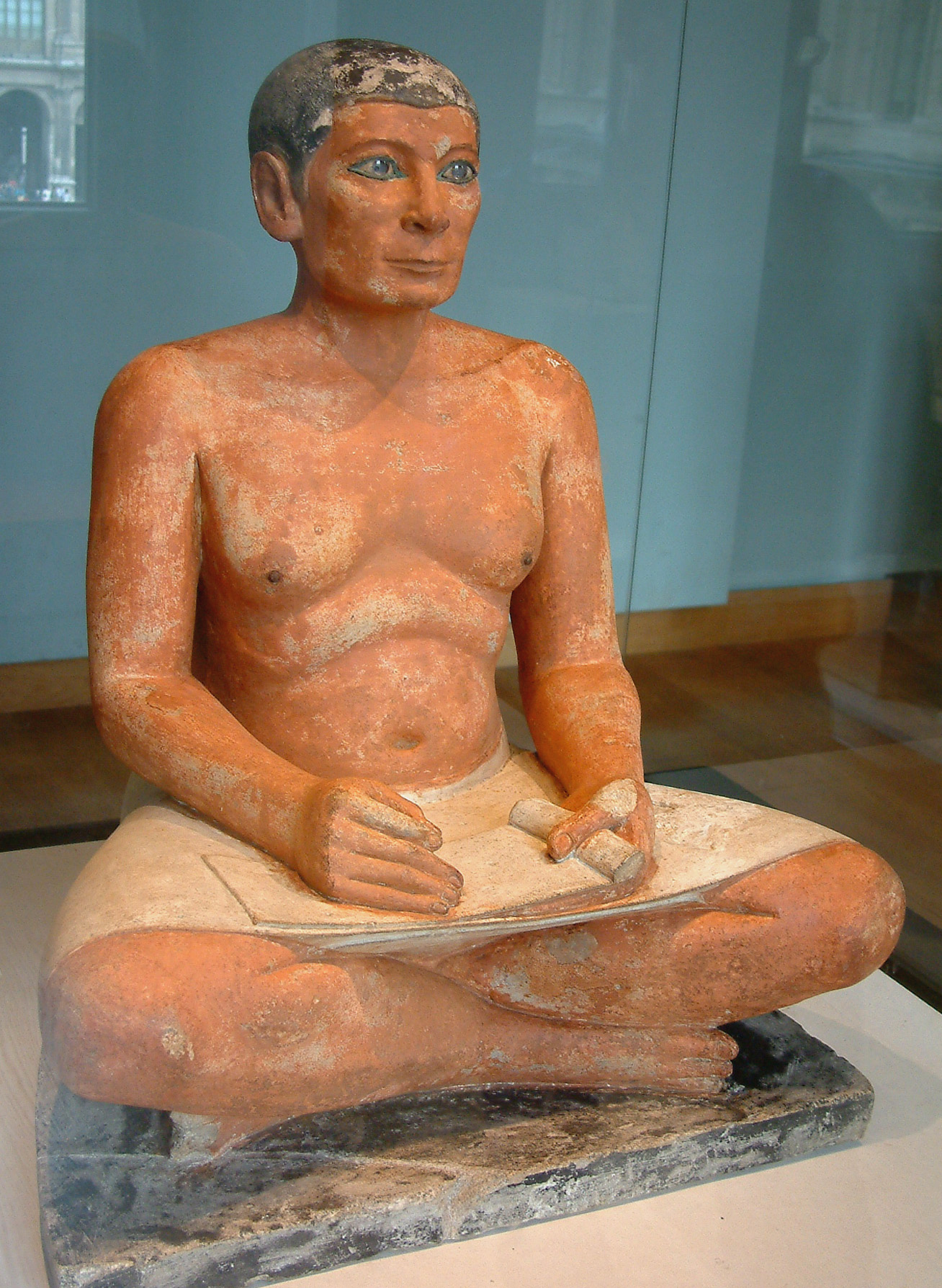
Az írnok szobra (Louvre)

- Az egyiptomi írásbeliség
A világ első irodalma a mezopotámiai irodalom mellett az ókori Egyiptom irodalma volt. Az egyiptomi írás első egybefüggő szövegei az i. e. 27. századra tehetőek. Ekkor két különböző írás alakult ki: a hieroglif írás és a hieratikus írás. Az írásjegyeket kőbe vésték vagy papiruszból készült hosszú tekercsekre festették. Az i. e. 8. századtól ezeket fokozatosan felváltotta a görög hatásra keletkezett démotikus írás. Az írástudás nem volt általános, az írás a papság és az írnokok különleges ismerete volt, amit a társadalomban rendkívül nagy megbecsülés övezett. Iskoláik az intézményesített oktatás egyedüli példái voltak. A szépirodalmi és tudományos művekről másolatokat készítettek. A papirusztekercsből álló könyveket templomi és királyi könyvtárakban őrizték, de nagy számban léteztek magánkönyvtárak is. A hellenisztikus kor leghíresebb könyvtára – nemcsak egyiptomi, hanem világviszonylatban is – az alexandriai nagy könyvtár volt, amely az ókori Európa tudományos fejlődésére is nagy hatással volt.
- Vallási és erkölcsi irodalom
Az i. e. 3. évezredben keletkező első irodalmi művek vallási témájú bölcseleti és lírai alkotások, valamint erkölcsi útmutatások (intelmek) voltak. Az évszázadok során ennek az irodalomnak a nyelve változatlan maradt (klasszikus nyelv), és az i. e. 2. évezredben már csak a művelt felső rétegek értették.
  - Bölcseleti művek: A legismertebb ránk maradt vallási művek a halállal és a túlvilággal foglalkoznak: a 23 méter hosszú, színes képekkel díszített Halottak könyve, az Amduat könyve és a Kapuk könyve. E művek részleteit az előkelők koporsójára is felvésték.
  - Himnuszok: Az egyiptomi vallásos líra műfaja a himnusz volt. Ezek kezdetben csak az istenek dicsőítését tartalmazták. A későbbi korokban azonban már a halott uralkodóhoz, majd az élő királyhoz (fáraó) is írtak ilyen műveket, sőt a különböző használati eszközökhöz vagy tájakhoz, például a Nílushoz írt himnuszok is előfordultak. Némelyik himnuszt valószínűleg nem adták elő, hanem vallási értekezésnek szánták. A legkiemelkedőbb a megrendítően szép leírásokat tartalmazó Aton-himnusz („naphimnusz”), amelynek szerzője valószínűleg Ehnaton fáraó volt.
  - Intelmek: Ezek bölcs mondások gyűjteményei, amelyek a szülők tiszteletére, a bölcsesség szeretetére, szerénységre, a gyengék segítésére buzdítják a hallgatójukat. Legismertebbek az Ipuwer intelmei és a Noferti intelmei. Némelyik intelem a társadalmi igazságtalanságok éles bírálatát tartalmazza.
- Világi irodalom
Ehnaton fáraó a holt klasszikus nyelv helyett újra a beszélt nyelvet tette meg az irodalom nyelvévé. Ez a nyelvi reform vezetett a világi irodalom (vagyis a nem vallási témájú műfajok) megszületéséhez.
  - Epika: Az egyiptomi elbeszélő irodalom egyik fő csoportját a nehéz életsorsokról, kalandos utazásokról, mesés eseményekről szóló tanító vagy szórakoztató elbeszélések alkotják, míg a másik csoportba a történetírás műfaja tartozik. A legismertebb egyiptomi elbeszélések A paraszt panaszai, a Szinuhe története, A hajótörött története, A két testvér története (a Bibliában szereplő József és Putifárné történetének előképe), valamint A Királyfi és a Sors (a görög tragédiák elődje). Megemlítendőek még a királyok által kőbe vésett győzelmi feliratok, valamint a sajátos elbeszélő műfajt képviselő önéletrajzok, amelyeket közemberek hagytak hátra.
  - Líra: A világi lírát a zenés kísérettel előadott úgynevezett „hárfás dalok” jelentették. Ezek gyakran komoly filozófiai problémákat, az élet és halál kérdését tárgyalták, mint az Életuntról szóló költemény. Sok dal sírok felirataként maradt ránk. Az ókori Egyiptom utolsó korszakában (Újbirodalom) ugyanakkor a szerelmet és a természet szépségét ünneplő versek terjedtek el.
  - Dráma: Az egyiptomiak rituális táncokkal összekötött vallási misztériumjátékokat is előadtak. Ezek némelyikének ránk maradt a forgatókönyve, amely a különböző isteneket megszemélyesítő színészek szavait, rendezői utasításokat és a díszletek leírását tartalmazzák. A leggyakrabban eljátszott darab Ozirisz története volt.
- Ógörög nyelvű egyiptomi irodalom
A ma ismert legnagyobb egyiptomi történetíró az i. e. 3. században élt Manethón volt, aki a fáraók dinasztiáinak történetét dolgozta fel.

### Mezopotámiai irodalom

#### Sumer irodalom

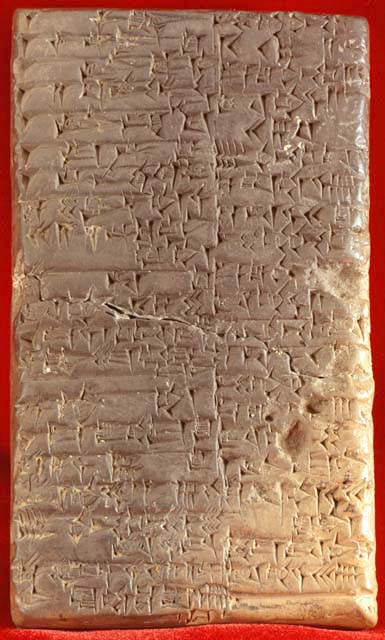
Sumer ékírásos agyagtábla

A sumer irodalom gyökerei a Kr. e. 4. évezred elejére nyúlnak vissza. Ebben az időben alakultak ki az írnoki műveltség alapjai, amelyeknek a sumer irodalom egész történetében kiemelkedő szerepük volt a szóbeli költészet írásos rögzítésében. A korai sumer időszakra jellemző monumentális építkezéseiből, szertartás-ábrázolásaiból és fennmaradt hangszer-emlékeiből gazdag szertartási költészetre lehet következtetni. A Kr. e. 3. évezredben lassan kialakult a felirat műfaja. Az első szövegek szűkszavú formulák, később ez a keret a kortárs eseményekről adott beszámolókkal, vagy a múlt történelmének ismertetésével bővült. A Kr. e. 3. évezred második harmadában alakult ki az a hősi hagyomány, amelynek középpontjába Uruk uralkodói, Enmerkar, Lugalbanda és Gilgames kerültek, akik cselekedeteiből már a Kr. e. 3. évezred második felétől a sumer hősi epika merített. A hagyomány kezdetben történeti volt, később azonban egyre mitikusabbá vált. A Kr. e. 24. században az agadei dinasztia harcai, amelyek egyesítették a korábban városállamokra tagolódott országot, elősegítették a helyi hagyományok keveredését. Enheduanna, a dinasztiaalapító Sarrukín papnő-lánya gyűjteményt készített a sumer városok templomhimnuszaiból, s ő maga is lírai himnuszokban számolt be életéről. A mitológiai epika, amelynek legfontosabb tárgya a termékenység-istenek kultusza volt, a hősi költészet formáját követte.
A himnuszköltészet folytonos alakulásban volt, szövegeiket mindig az aktuális igényekhez igazították. Himnuszokat nem csupán az istenekhez írtak, a templomok, városok, sőt az uralkodó is részesülhetett ilyen dicsőítésben. A sumer királyhimnuszok a kor jellegzetes alkotásai, csaknem száz maradt fenn belőlük, többségük a III. Ur-i dinasztia uralkodóival kapcsolatos. Ugyanebben a korban Gudea, Lagas uralkodója a nevéhez fűződő templomépítési himnuszban a klasszikus sumer költészet egyik legszebb emlékét hozta létre. E korban az iskolák voltak az irodalmi élet központjai, az irodalmi írnokok a szövegeket tananyagként hasznosították. Az iskola (Édubba, a „tábla háza") nem egyházi, hanem a királyi udvarhoz tartozott, szellemében független világi intézmény volt. Igen erős a költészet folklorisztikus ihletettsége: nagyon sok olyan alkotás maradt fenn, amelyek ihletői népköltészeti alkotások lehettek, noha maguk nem folklór-alkotások (Ur-Nammu siratója, Sulgi-himnuszok stb.). E korban indult el a népköltészeti munkák komoly gyűjtése is, a közmondásokat, állatmeséket stb. szigorúan rendszerezték, oktatási célokra.
A Kr. e. 2. évezred elején, amikor az ország egysége ismét felbomlott, délen Larsza és Ur, északabbra Nippur és Íszín, majd egyre inkább Babilon lett az irodalmi élet központja. A királyi udvarban a szent nász szertartása a mitológiai színezetű -Innin és Dumuzi alakját ábrázoló- szerelmi líra honosodott meg a szertartási költészetben. Az e korban keletkezett eposzok erősen kortörténeti ihletésűek (Innin és Enki, Innin és az Ebeh hegység, Martu házassága stb.) A tanköltemény műfaja is ekkor jut először nagyobb szerephez (Enki és a világrend stb.) Az iskolákban egy sajátos, szatirikus költészet jött létre (A tábla házának fia stb.)
A sumer irodalom alkonyát a nyelv kihalása jelentette. Továbbéltek ugyan a régi emlékek, de újak már szinte egyáltalán nem keletkeztek, legfeljebb rituális célokra. Az eleven költészet a Kr. e. 2. évezred első harmadának végén már csak az akkád irodalomban élt. A sumer témákat igen gyakran dolgozták át akkádra, így a nyelv változása az irodalmi folytonosságban nem okozott törést. A későbbi századokban egy-egy sumer mű „feltámadt", ezzel magyarázható, hogy még időszámításunk kezdete körülről is vannak adataink a sumer irodalom olvasottságáról.

#### Akkád irodalom
Akkád irodalom alatt az ókori Mezopotámia területén élt népek (Asszíria, Babilónia, illetve a mai Irak) népeinek akkád nyelvű irodalmát értjük, a Kr. e. 3. évezred utolsó harmadától a Kr. e. 1. évezred végéig. A mezopotámiai sumer-akkád kétnyelvűség rányomta bélyegét az irodalomra, ezért az akkád irodalom története hol a sumer irodalommal mutat határozott rokonságot, hol pedig egyszerűen a sumer nyelvvel köti össze a sumer-akkád kétnyelvű szövegek sora.

#### Hurri irodalom
A hurri irodalom Elő-Ázsia hurri nyelvű etnikumának irodalma. Legkorábbi emléke Tisari felirata, ez Mezopotámiából származik, és a Kr. e. 3. évezred utolsó harmadára datálható. A hurri lakosság főképp Észak-Szíriában élt, de a Kr. e. 2. évezred közepétől Ugaritban, illetve a Hettita Birodalomban is jelentős szerepet játszottak. A hurri irodalmat magát főképp azokból az alkotásaiból ismerjük, amelyeket átvett a hettita irodalom is. E művek egy része mezopotámiai eredetű témákat dolgozott fel, gyakran az eredetitől eltérő felfogásban, olykor a szereplőket is kicserélve. A mítoszokat mindig az epikus jellemzés irányába igyekeztek bővíteni (Gilgames-eposz, Égi királyság, Ének Ullikummiról). A hurri irodalom egy ága a mitológia szintjén a Mezopotámiához fűződő kapcsolatokról szólt. A hurri mítoszokra általánosságban az antropomorf emberábrázolás, a mágikus motívumok fontossága a jellemző. A mítosz a hurri irodalomban nem tanítás, esetleg eredetmagyarázat, hanem fordulatos cselekménnyel rendelkező történet (Hedammu-mítosz). A hurri irodalom egy másik ágában a mítosz már csupán távoli háttér, a cselekmény mesei színezetet ölt, s a cselekmény az emberi világba helyeződik át (Appu és két fia, Mese a tehén szülte gyermekről, Kesszi, a vadász). A hurri nyelv késői, Kr. e. 1. évezredi folytatása, az urartui a hurri irodalommal már semmilyen kapcsolatot nem tartott fenn, ebből csak annyi került át az ókori kelet kultúrájába, amennyit magába szívott az urartui és a hettita irodalom.

#### Ugariti irodalom
A mai Szíria területén található Ras Samraban (ókori neve Ugarit) az 1929-ben kezdődött feltárások során kerültek elő ékírásos szövegek. A sumer és az akkád mellett e szövegek egy része a kánaáni nyelvek északi ágához tartozó sémi nyelven, az ugaritin íródott, amelynek lejegyzéséhez sajátos ékírásos írásrendszert, 30 jelet tartalmazó ékírásos ábécét használtak. Az irodalmi szövegek lejegyzése II. Níkmaddu király uralmának idejére (nagyjából Kr. e. 1350) datálható. Az agyagtáblákon található kolofonok szerint legtöbbjüket egy Ilumilki nevű írnok írta le. A szövegek közül a leghosszabb, mintegy 1500 sor terjedelmű, modern nevén Baál és Anat ciklusnak nevezett alkotás három történetet foglal magába:
a. Baál a viharisten, egyben a termékenység istene és Jamm, a tenger istene közti párviadal
b. Baál isten templomának felépítése a Szapon-hegyen
c. Baál és Mót, a halál istenének párviadala, amelyben Baál meghal, de később feltámad.
A történetekben komoly szerepet kap Anat, a „szűz”, például Baál az ő segítségével tér vissza az élők közé. Az ehhez az eposzhoz tartozó szövegeket 13, sajnos sok helyen igen töredékes tábla őrizte meg, ezért a ciklus cselekménye pontosan nem rekonstruálható. A Keret-eposz hőse az ugariti Keret király, aki egész családját elveszíti különböző betegségek következtében. Az eposz cselekménye az új feleség megszerzése körül bonyolódik. Az Akhat-eposz főhőse a sokáig gyermektelen danil király fia, Akhat, aki egy varázsíjat kap Kászir va Khaszisztól, a kovácsistentől, amit Amat istennő elirigyel tőle. Anat megöli Akhatot, mivel az nem hajlandó nekiajándékozni az íjat. A történet vége itt is hiányzik, ezért nem tudható biztosan, hogy Akhat feltámad-e, vagy Anat megöli Akhat húgát, Pugatot is.
A Sahar és Salim című himnusz különlegessége, hogy a szövegét fenntartó tábla első harmadán, valamint egy ízben a főszövegbe betoldva a költemény előadásának módjára és körülményeire való utasítások olvashatóak. Sahar és Salim isteneket El isten nemzi két feleségével. A szöveg említ több más, szintén El által nemzett istent is, de ezek neveiről, illetve pontos számáról nem ad felvilágosítást. A szöveg értelmezése mindmáig vitatott, a himnusz tartalmát több kutató is a sumer Enki és Ninhurszag mítosszal hozza összefüggésbe. A Nikkal-himnusz témája Nikkal istennő és Jarih, a holdisten násza. Megemlítendő még a Refaim című alkotás, amelyben felbukkan az Akhat-eposzban is említett Danil király neve. Mivel a szöveg rendkívül töredékesen került elő, viszonya az Akhat-eposzhoz nem tisztázható. Egy másik szöveg valósághű leírását adja egy lakomának, amelyet El isten rendezett, s amelyre a többi istent is meghívta.
Az ugaritból előkerült szövegek verselésének kérdése vitatott. Egyes kutatók véleménye szerint az ugariti költészet az időmértékes verselést részesítette előnyben, de valószínűbb, hogy az ugariti költők nem használtak metrumot, hanem az Ószövetséghez hasonlóan a gondolatritmus volt a művészi megformálás eszköze. Az ugariti irodalom komoly jelentőséggel bír a Bibliakutatás szempontjából: egyik legfontosabb forrásunk a térség irodalmáról a zsidó törzsek megjelenése előtti időszakból. Az Ugaritból előkerült szövegek nem csupán a térségnek a Bibliában már csupán halvány nyomokban felfedezhető politeista hitvilágáról adnak információkat, hanem gyakran, mint például a zsoltárok esetében, a bibliai szókincs pontosabb megértését segítik elő. Földrajzi helyzetéből fakadóan Ugarit irodalma az ószövetségi szövegek mellett az Égei-tenger vidéke, Kisázsia és Mezopotámia epikus irodalmával is rokon vonásokat vonultat fel. Ez nem csupán a mitológiai történetek esetenkénti hasonlóságában, hanem olyan, a homéroszi költeményekből jól ismert, még a mágikus szövegekből örökölt eposzi kellékek, mint az invokáció és a propozíció alkalmazásában is megnyilvánul.

### Ókori kis-ázsiai irodalom

#### Hettita irodalom
A hettita irodalom története a Kr. e. 19. század és a Kr. e. 12. század közti időszakra esik. A soknyelvű hettita állam írásbelisége lényegében a fővárosi, hattuszaszi és kanisi levéltárból volt ismert a közelmúltig. Ma már több más településen is feltártak nagyon fontos politikai és mitológiai szövegeket. A hattuszaszi agyagtáblák az egész Elő-Ázsiában elterjedt sumer, s még inkább akkád emlékeken kívül öt további nyelv írásbeliségét tartalmazzák.
A városállamok korából maradt fenn, de a klasszikus hettita irodalom számára is mintául szolgált Anittasz király felirata, amely a hettita királyfeliratok addig megszokott egyszerű, a száraz tényközlésre szorítkozó műfaját kibővítette, színesítette. Belőle eredt a történelmi legenda prózája (Átkelés a Tauruszon), s még ugyanebben a korban, az úgynevezett hettita óbirodalom idején (Kr. e. 18. század – Kr. e. 15. század) lépett színre az annalisztika első mestere, I. Hattuszilisz, továbbá az új műfajt teremtő Telepinusz törvényei. Az Ursu ostroma című mű történelmi novellának tekinthető.
A hettita irodalom tulajdonképpeni fénykora a Kr. e. 15. század végén, a hettita újbirodalom idején kezdődött. A helyi kultuszok virágzását az ebben az időszakban kiteljesedő gazdag mitológiai költészet jelzi, bár e költészet a hettita irodalomba sokszor fordításként kerül be, a hurri mítoszok adoptálódtak a hettita istenvilágba. Anatólia egyik alig ismert őslakosságának mítoszából ad ízelítőt a Kaszku lehullik az égből című mítosz. A mitológiai költészet jellemzően epika, a hurri irodalom döntő hatást gyakorol fejlődésére. A Kr. e. 14. században, a Szíria felé terjeszkedő hódítások korában megjelennek a kánaáni eredetű irodalmi termékek is, amelyek közül a legfontosabb az Aszerdusz és a Viharisten. Viszonylag kevés olyan művet ismerünk, amelyre teljes bizonyossággal foghatjuk, hogy tisztán hettita eredetű. Ezek egy része az anatóliai termékenységkultusz mítoszait dolgozza fel (Telepinusz eltűnése, Yozgat-tábla), más részük luvi eredetű (Piszaisza és Istár). E művek mindegyike az irodalmiasság felé nyit (keretes elbeszélés alkalmazása stb.), s egyre inkább távolodik a mítoszmondás hagyományos formáitól. Az ebben az időszakban keletkezett hettita munkákban már nem a téma mitikus eredete, hanem az előadás módja vált fontossá. Az istenek világa olykor minden felséget nélkülöz ezekben az alkotásokban, sőt olykor szándékoltan közönséges. Az emberi és isteni világ keveredésekor, érintkezésekor mindig feszültségek lépnek fel (Kella). A költők jellemeket formálnak az istenekből is, például a Kumarbi-mítoszok mindegyik szereplője önálló, független egyéniség, még a három Kumarbi-teremtette lázadó, Hedammu, Ullikummi és az Ezüstszörny is.
A Kr. e. 14. században a hettita irodalom egyiptomi hatásokat is magába fogadott, ezzel végérvényesen kialakult szinkretisztikus jellege. Ekkor állították össze a kultuszok szertartáskönyveit, amelyek az elmondandó imák, himnuszok szövegeit tartalmazták, így komoly terjedelmű költői anyagot őriztek meg az utókor számára. A „Fekete istennő" (az éjszaka istensége) új házba költözésének szertartása, Ulippi műve, csupán rituálé, de például Viszurajinza istennő varázskönyve, mint a hasonló akkád varázskönyvek (Surpu, Maqlú) költőileg is jelentősek.
E korban állították össze a hettita előjel-irodalom gyűjteményeit, amelyek komoly kultúrtörténeti értékkel bírnak. A gyakorlati-tudományos irodalom igen fontos emléke egy Kikkuli nevű szakember lótenyésztési munkája, amelynek gazdag anyaga az újasszír korban is ismert volt.
A hettita kultúra Kr. e. 1200 táján, az úgynevezett Tengeri népek támadásainak következtében hirtelen hanyatlott le, de még évszázadokig fennmaradt az újhettita királyságok arameus–hettita keverékkultúrájában. A korábbi ékírásos írásbeliség helyett ekkor a hieroglif hettita került előtérbe, amelyet a luvik használtak korábban hosszú időn keresztül. A szíriai-arámi népek továbbvitték az ékírást és saját nyelvükhöz igazítva lassanként kialakították belőle a betűírást.
A hettita irodalmi szinkretizmus természetes velejárója volt, hogy ahogy ők átvették a szomszédos népek irodalmi hagyományait, úgy ők is továbbadták azokat. Az ókori kelet csaknem minden népe merített a hettita irodalom hagyományaiból, a közvetítésben döntő szerepet játszott Észak-Szíria, Fönícia és Kis-Ázsia nyugati része. Az asszír királyfeliratokon félreismerhetetlen a hettita hasonló feliratok hatása, a föníciai kozmogónia (Szankhuniathón) az ugariti és a hettita mítoszok nyomait őrzi. Az Illujankasz-mítosz (szerzője Kella) – szintén ugariti elemekkel keverten – hozzájárult a héber mitológia Livjatán (Leviatán) alakjának kialakulásához. A Kumarbi köré szövődő mítoszcsokor végső soron mezopotámiai eredetű elemeiket a korai görögséghez, például Hésziodoszhoz közvetítették, valószínűleg nyugati Anatólia népeinek (vagy Ahhijawa akháj lakosságának) íratlan hagyományain keresztül. A hettita irodalom legfontosabb funkciója az volt, hogy összekötő kapocsként szolgált az egymással nem is érintkező ókori népek között.

#### Urartui irodalom
Az urartui királyság a mat Törökország keleti felén, a Van-tó körül terült el. A birodalom virágzásának kora a Kr. e. 9. század – Kr. e. 6. század közt volt. Az urartui nyelvű szövegeket az asszíroktól átvett, de némileg leegyszerűsített ékírással jegyezték le. A fennmaradt építési, fogadalmi és király-feliratok mind terminológiájukban, mind formai jellemzőikben erős asszír hatásról tanúskodnak. A fennmaradt, körülbelül 500 egynyelvű szöveg mellett ránk maradt néhány kétnyelvű, asszír – urartui felirat is. Az urartui szövegekre az urartui főisten, Haldi neve után több kutató is mint káld feliratokra utal.

#### Ókori zsidó irodalom
Az ókori zsidó emlékek nyelve elsősorban héber, de néhány fennmaradt mű arámi nyelven íródott (Dániel könyve, Ezra könyve, Genesis Apocryphon). A korai zsidó irodalom emlékei mindenekelőtt a Biblia első részében, az Ószövetségben maradtak fenn, a legutóbbi kutatások azonban ezt az anyagot egyéb értékes leletekkel egészítették ki: feliratokkal, a Holt-tengeri tekercsekkel, néhány geniza-töredékkel, stb. Ide tartozik az ismert apokrif iratok egy része is. Az ókori héber irodalom azon a területen keletkezett, amely a Kr. e. 11. század második fele, az állammá szerveződés időszaka után Izrael országa volt, ezért tisztán földrajzi szempontból az óizraeli irodalom elnevezés is elfogadható.

### Ókori távol-keleti irodalom

#### Kínai irodalom
A kínai irodalom legelső emlékei az i. e. 1. évezred közepéről származnak. Kína ekkor, a Csou-kor második felében (i. e. 8. század – i. e. 3. század) sok apró, egymással hol békében, hol hadban álló fejedelemségből állt. A kor nevét adó Csou-ház hatalma az ország felett csupán névleges volt. A kor folyamán a fejedelemségek száma egyre csökkent, a megmaradók egyre hatalmasabbak lettek, míg végül az északnyugati Csin-ház i. e. 221-ben egész Kínát egyesíteni tudta az uralma alatt. A patriarchális szellemű fejedelemségekben arisztokrata nemzetségek uralkodtak, s a helyi, majd az egész Kína feletti uralomért vívott harc során egyre nagyobb szerepet kezdett játszani egy új réteg, az írástudók, a későbbi mandarinság ősei. Az első írástudók a kor ideológusai, a közülük kiváló Csou-kori filozófusok eszmei harcai, az államvezetés politikai, erkölcsi, gazdasági problémái körül csoportosultak. Akár a későbbi mandarinok, a Csou-kori írástudók is a tudományok és az irodalom letéteményesei voltak. Már ebben a korban kiütköztek a kis, eredetien patriarchális családi-nemzetségi-faluközösségi egységek, valamint a felülről rájuk települő hatalmas, bürokratikus államapparátus ellentmondásai. Ez az ellentmondás feloldhatatlan, s e két erő folyamatos harca adja meg a régi kínai irodalom alapjában véve elégikus jellegét, ebből következik a líra szinte végig uralkodó jellege, az epika és a drámai műfajok késői felbukkanása és viszonylagos fejletlensége.
A Csou-kori filozófusok leghíresebbike az i. e. 6. század – i. e. 5. században működő Konfuciusz, akinek tanításai az i. e. 2. századtól kezdve a régi Kína uralkodó ideológiájává váltak. Ekkori követői a rítusok szabályozásában és elterjesztésében látták az ország külső és belső problémáinak megoldását. Mágikus és rituális okokból született meg a konfuciánus szent könyvek gyűjteménye, amelyet később, a Han-korban „king”-nek neveztek. Ezek közé tartozik a kínai líra legelső emléke, a Dalok könyve is. A konfucianizmus a társadalmi problémákra pozitív megoldást keresett, s ezt tette sok más, Konfuciusz után élt filozófus, például Mo Ti, Hszün Csing és Han Fej. Az azonosíthatatlan Lao-cével és Csuang Csouval kezdődő taoizmus a megoldást az ősrégi, eszményített ősközösségi állapotokba való visszatérésben látta. Csuang Csou misztikus, a természettel való egybeolvadást hirdető filozófiája később sok költőt megihletett, munkája, a Csuang-ce sok helyen költői magasságokba emelkedik. A konfuciánus kánonhoz tartozó Tavasz és ősz című krónikához írott egyik kommentár, a Co csuan kerek történelmi leírásával a régi kínai elbeszélő próza egyik őse.
A Csou-kor végén, az egész Kína feletti hatalomért vívott harcok végén emelkedett ki Csü Jüan, a déli Csu fejedelemség száműzött első nagy költője, kora tragikus ellentmondásainak megjelenítője. Az ő költészete teremtette meg az első költői iskolát. A Kínát i. e. 221-ben egyesítő Csin-ház „egységesíti az írást és a mértéket”, északon építeni kezdi a kínai nagy falat a nomádok ellen, s az eszmei egység megszilárdítása céljából irtóhadjáratba kezdett a régi fejedelemségek hagyományait ápoló konfucianizmus ellen, könyveiket elégetteti. Uralmát véres belháború döntötte meg, az egységes kínai birodalom a Han-dinasztia alatt (i. e. 208 – i. sz. 220) jött létre. Legnagyobb uralkodója, Vu császár (i. e. 158 – i. e. 87) hódító hadjáratokat vezetett mindenfelé, az egységes birodalom uralkodó ideológiája pedig a konfucianizmus lett, a többi Csou-kori filozófiai iskola a taoizmus kivételével lassan elsorvadt. Elkezdődött a konfucianizmus szent könyveinek összegyűjtése, illetve a fellelt munkák kommentálása. E munka eredményeként születtek meg az első szótárak, illetve bibliográfiák. A kanonikus művek mellett létrejött az úgynevezett csan-vej irodalom, amely misztikus-apokaliptikus jellegű volt. Mivel e munkákat a 6. század – 7. században megsemmisítették, keveset tudunk róla.
A taoizmusban ez idő tájt jelentkeznek az első alkimista tendenciák, az örök élet elixírjének kutatása. A költészetben a dalforma mellett megjelenik a terjedelmes, recitált prózavers, a fu, amelyet az ekkor összeállított Csu elégiáiból (Csü Jüan és követői műveiből összeállított antológia) eredeztetnek. Stílusa hol filozofáló, hol dekoratívan leíró. Szinte udvari műfajjá vált, egy-egy jól megírt fu sz érvényesülés biztos eszköze lett. Vu császár utasítására létrejött a Zenepalota című gyűjtemény.
A kor kiemelkedő tudományos alkotása, Sze-ma Csien összefoglaló történelmi munkája, különösen életrajzainak szépírói jelenségei miatt az utókor számára a nemesen egyszerű stílus mintaképévé vált. A korszak végén Vang Csung filozófiájának racionalista materializmusa ízekre szedte a konfucianizmus megmerevedett dogmáit, illetve a kor babonáit. Cao Cao, a politikus, hadvezér és költő, mint az utolsó Han császár minisztere, nem csupán családja uralmát készítette elő, hanem reformokkal is igyekezett meggátolni a birodalom bomlását. Az udvarában kialakuló költői kör, a Csien-an kor hét költője új, szabad, őszinte hangot üt meg. Fia, Cao Cse, a kor legnagyobb költője hányatott sorsából Csü Jüanéval vetekedő költészetet alkotott.
220-ban Kína három részre szakadt, 265-ben újra egyesült a Csin-ház uralma alatt, de az egység csupán 317-ig állt fenn. A Han-kor végi költők jelezte korszakváltás bekövetkezik: a merev konfuciánus dogmatizmus a széthullott birodalomban értelmét vesztette, az irodalmi légkör szabadabbá, oldottabbá vált. A taoista költő, Ko Hung le merte írni, hogy „a régi idők bölcsei nem voltak sem istenek, sem szellemek”, s hogy az új irodalom is ér annyit, mint a Dalok könyve. Lu Csi Ven fu című munkájában megalkotta a kínai irodalom egyik legmélyebb elemző esztétikai munkáját. A Bambuszliget hét bölcse költői körével a taoista költő prototípusa jelenik meg: a zűrzavaros világban az élet értelmét csak a mámor, a természet és a költészet jelentheti. 317-ben Kína ismét részekre szakadt, ezúttal tartósan, az Északi és a Déli Dinasztiák kora következett 581-ig.

## Európa ókori irodalma

### Ókori görög irodalom

#### A görög irodalom kialakulásának előzményei
Az indoeurópai népcsaládhoz tartozó, nemzetségi társadalomban élő görög törzsek a Kr. e. 2. évezred elején kezdtek észak felől behatolni a Balkán-félszigetre. Több csoportba oszthatóak etnikai és nyelvi szempontból: aiol, dór, thesszáliai, ión, árkádiai-ciprusi stb. dialektust beszéltek. Összetartozásuk tudata csak később mélyült el, sokáig akhájoknak vagy danaoszoknak nevezték magukat, a hellén elnevezés csupán az archaikus kor vége felé honosodott meg, a barbár népekkel való szembenállás eredményeképp. A Balkán-félsziget és az Égei-tenger őslakos törzseit századokon át tartó harcok során igázták le vagy olvadtak össze velük. Első jelentős kulturális-politikai centrumuk a dél-balkáni Peloponnészosz félszigeten, Mükéné városában alakult ki (Kr. e. 15. század-Kr. e. 12. század), a Földközi-tenger egykor leghatalmasabb, ám ebben az időben már hanyatló birodalom, Kréta ottani befolyásának maradványain. Ebből az időszakból származnak az első görög írásos emlékek, amelyek táblákon és agyagedényeken, a szintén krétai eredetű, vízszintesen tagolt szótagírással (lineáris B) készültek. E feliratok túlnyomó többségükben gazdasági feljegyzéseket tartalmaznak, megfejtésük az 1950-es évek elején kezdődött meg. Nyelvezetük nem azonos a későbbi irodalmi szövegekből jól ismert göröggel, de a szókincs egy része (leginkább a különféle funkciók, istennevek stb.) a mükénéi kort a későbbi görög kor szerves előzményének mutatja, főképp vallástörténeti vonatkozásában. A korszak apró királyságainak urai egymás ellen is harcoltak, de olykor közös vállalkozásokat is szerveztek egy-egy komolyabb rablóháborúra. Egy ilyen eredményeképp pusztították el a Kisázsia északnyugati partvidékén fekvő Trója városát, a Kr. e. 12. század körül. Ezután nem sokkal Mükéné is áldozatul esett az észak felől ismét meginduló népáramlásnak s pusztításnak (dór vándorlás), amely századokkal visszavetette a társadalmi-kulturális fejlődést. Csak a Kr. e. 8. századtól kezdett újjáalakulni, immár katonai-arisztokratikus formában a rabszolgatartó társadalom. Eközben az aiol, majd ión és dór városállamok (poliszok) egy része kivándorlásra kényszerült, s a szigeteket és Kisázsia nyugati partvidékét meghódítva telepesvárosokat létesített, amelyeket azonban többé-kevésbé szoros szálak fűztek az eredeti „anyavároshoz”, s a telepesek eredeti vallásukat és mítoszaikat is meggyökereztették új otthonukban. Maga a görög mitológia is lényegében ekkor alakult ki, legalábbis legfőbb vonásaiban: a mondákat a századok során a szájhagyomány egyre újabb és újabb mozzanatokkal gazdagította, s az egyes városok helyi változatai is sok új elemet tartalmaztak. Később keletkezett irodalmi emlékek tanúsága szerint e korban már kialakultak olyan szertartási (kultikus) szokások, amelyek később önálló művészeti ággá fejlődtek, például az ősök szellemét megidéző vagy termékenységi rítusokhoz kötődő álarcos táncok, kardalok, valamint munkadalok, csúfolódó ritmusok stb. A történeti múltról dalolva énekesek sok-sok generációja bővítette és tökéletesítette a szájhagyományt, az énekmondó mestersége apáról fiúra öröklődött. A dalnokok mint a vallási szertartások és a közösségi ünnepek szereplői eleinte népük papi rangú tisztségviselői voltak, később, amikor egy-egy tájegység népe egyetlen uralkodó hatalma alá került, a tudós mesteremberek (orvosok, hírnökök stb.) szintjére kerültek, s épp aktuális vendéglátójuk kedve szerint daloltak a régi eseményekről. A lantkísérettel előadott eposz formája a hexameter lett, nyelvezete pedig egy olyan, míves ötvözetű (ión elemekkel színezett, aiol dialektusú) nyelv, amelyet dalnokok nemzedékei finomítottak és színesítettek Kisázsia görög nyelvű városaiban.

#### Archaikus kor
Archaikus kornak nevezzük a görög irodalomban a Kr. e. 8. század és a Kr. e. 6. század vége közé eső időszakaszt. Ez a polisz-államok, majd a türanniszok megjelenésének kora, a görög irodalom nagyszabású kezdeteinek, a hősi és a didaktikus eposznak, az iambosz-, a melikus-, és a kardalköltészet virágzásának ideje. E korból ismerjük az első, szorosabb értelemben vett irodalmi szövegeket, ekkor alakultak ki az elbeszélő és a lírai költészet legfontosabb ágai, valamint a dialektushasználat alapvető törvényszerűségei. Az elődöktől örökölt hősdalok legnépszerűbb csoportja (előbb Kisázsiában, később az egész görög világban) a trójai háború tematikájára épült. A Kr. e. 8. század közepén élt, félig-meddig mitikus költő, Homérosz e mondakörből emelt ki egyetlen mozzanatot, Akhilleusz haragját, szakítva a korábbi énekmondói gyakorlattal lemondott a tematikai teljességről és az időrendi teljességet újszerű költői felfogással váltotta fel. E költői zsenialitással érdemelte ki már az ókorban az „a legrégibb és a legjobb” jelzőt, maga a „Homérosz” név pedig jelképpé vált. Feltehető, hogy Homérosz költeményeit nagyon hamar írásba is foglalták, a föníciaiaktól a Kr. e. 10. század-Kr. e. 9. században átvett, a mai görög és latin ábécé alapjául szolgáló írásmóddal. Sokáig azonban még a szóbeli hagyományozás maradt az eposzok közvetítésének legfőbb módja: Homérosz eposzainak memorizálása még századokon át az iskolai irodalomoktatás gerince volt. Homérosznak természetesen sok epigonja volt, de tehetségük nem érte el az övét.
A Kr. e. 7. század elején élt Hésziodosz tanköltészete már új eszmevilágot hirdetett, a városállamok polgárai pedig olyan új kultúrát (s ezen belül új irodalmat) hirdettek, amely a múlt helyett a jelen felé fordult, s a hagyományt az egyén jogait és érzelmeit hirdetve újította meg. Eme új felfogás jegyében nyert teret a személyes élményanyaggal telített iamboszköltészet (Arkhilokhosz, Szémónidész, Hippónax); a szintén közvetlen érzéseket és élményeket megéneklő líra, a melosz (Alkaiosz, Szapphó, Anakreón); a harci elégia (Kallinosz, Türtaiosz); a közösségi ünnepekre költött kardal, a filozofikus és politikai tartalmat egyaránt tartalmazható epigramma és elégia, a lakomákon és esküvőkön énekelt játékos dal (deipnon, szkolion, epithalamion), a mese stb. A költők társadalmi helyzete, ezzel együtt művészi öntudatuk is megváltozott: egyesek (mint például az első elégiaköltők) a szabad polgárok nevében költötték verseiket, mások (iamboszköltők stb.) saját sorsukről és vágyaikról daloltak még akkor is, ha épp valamelyik türannosz vendégei voltak (pl. Anakreón). Korábban a költők a Múzsák ihletett tanítványainak vallották magukat, később azonban egyre gyakrabban hangoztatták, hogy ihlet és tudás, azaz isteni ajándék és személyes érdem egyaránt formálta művészetüket. A hangszerek technikai tökéletesedése és a dallamok differenciálódása is kedvezett a különféle új kezdeményezéseknek: a lantkísérettel előadott műfajokat értékelték igazán nemes művészetként, s illették a „líra” névvel (melosz, kardal). A fuvolaszóval kísért elégia vagy iambosz másodrendűnek számított. Az eposzköltők még mindig szent hagyományként utánozták Homérosz stílusát, az új műfajok (leginkább a dalköltészet) viszont a versformák sokaságát hozták létre, az irodalmat nyelvileg is megújították, az élő beszédet szólaltatva meg a tradicionális műnyelv helyett. A meloszban az aiol, a kardalban a dór dialektus lett műfajilag kötelező, vagyis a szülőföldjükön beszélt, és első mestereik által megszólaltatott dialektus. E szabályt voltak kénytelenek követni a más nyelvjárási vidékeken élő költőknek is, ennek lett végül következménye a görög tragédiák „kétszólamúsága”: a párbeszédek ión-attikai nyelvjárásban hangzanak el, a kardalok viszont dór dialektusban. A Kr. e. 6. században kezdett kialakulni a tudományos próza is, legélénkebben az ión lakosságú kisázsiai városokban. Eredeti fogalmazásban alig néhány természetfilozófiai és etnográfiai-földrajzi töredék maradt fenn, de a következő nemzedékek íróinak utalásaiból tudható, hogy e kezdeményezések rakták le úgy a filozófia, mint a történetírás alapjait.

#### Klasszikus kor
A Kr. e. 5. század és a Kr. e. 4. század a rabszolgatartó demokrácia virágzásának és válságának, az athéni kultúra aranykorának, a dráma, a történetírás, szónoklat és filozófia klasszikusainak kora. Alapjaiban véve az egész görög világ homogén egység volt, ám az egyes városállamok gazdasági fejlettsége, politikai struktúrája (arisztokratikus, türannikus és demokratikus alkotmányok), valamint műveltsége sok esetben igen eltérő volt. Közmondásosnak számított Spárta maradisága, a kisázsiai iónok elpuhultsága, Athén demokráciájának magasabbrendűsége stb. Ezt a lassú differenciálódási folyamatot a perzsa hódító hadjáratok során szerzett tapasztalatok siettették: a demokratikus berendezettségű Athén bizonyult a perzsák elleni honvédő háború legkitartóbb, végül győzedelmes bázisának, ezáltal a diadal után a Balkán-félsziget és az Égei-térség legjelentősebb városállama, egy hatalmi szövetség vezetője lett. A Kr. e. 5. század második harmadától a Spárta elleni Peloponnészoszi háború kitöréséig (Kr. e. 431) az úgynevezett periklészi korban ért el belső fejlődése csúcsára, úgy politikai, mint kulturális értelemben is. Athénbe sereglettek a kor legkiemelkedőbb írói, filozófusai, képzőművészei. A peloponnészoszi háború harminc éve belső válságba, s végül katonai vereségbe rántotta Athént. A Kr. e. 4. században még mutatkozott némi remény a hagyományos rend átmentésére, visszaszállítására, ez azonban nem sikerült. Makedónia, a részben már hellenizált északi birodalom rohamosan terjeszkedett, elsöpörte a kis városállamokat, s meghódítva Észak-Afrika és Ázsia hatalmas területeit, rövidebb időre világbirodalmat hozott létre. A birodalom ugyan Nagy Sándor halála (Kr. e. 323) darabokra esett, az utódállamok még századokon át fennálltak.
Ez a magasba lendülés, majd a válság, végül az önálló állami lét elvesztése tükröződik az athéni műveltségben, e két évszázad reprezentatív görög kultúrájában is. A Kr. e. 5. századra jellemző alkotó erő lassan elenyészik, elsorvad, s egyedül a filozófiai összegzés marad az athéni virágkor utolsó nagy vívmánya. A szellem emberei természetesen néhány más városban is otthonra leltek (kiváltképp Dél-Itália görög településein és a szicíliai türanniszok udvarában, a Kr. e. 4. század kezdetétől pedig a makedón királyoknál), Athén központi szerepét azonban ez sem csorbította. Az új társadalmi, hatalmi korban lényegesen változtak az irodalmi műveltség műfaji arányai. Néhány korábban kialakult műfaj fejlődése ugyan épp e korban tetőzött (ekkor éltek például a kardal nagy klasszikusai, Pindarosz és Bakkhülidész), az eposz azonban fokozatosan elsorvadt, s követte a személyes líra is. E korban már nem annyira az individuális érzelmek, mint az általános, közérdekű gondok és vágyak jelennek meg a költészetben. Ez természetesen olyan műfajt kívánt, amely már nem csupán elbeszél, vagy versben, dalban szólal meg, hanem az ellentétes erők harcát, cselekvését, a városállam lakóinak gondjait vizuálisan is megjeleníti. A költészet vezető műfajává így a dráma vált, új, magasabb rendű szintézisbe foglalva az ősi rituális táncokat, a Dionüszosz isten szenvedéséről szóló himnuszokat, a dithürambuszokat és a többi kardalt, a siratók és a csúfolódó rigmusok elemeit, stb. A Dionüszoszról daloló kórus egységét elsőként Theszpisz bontotta meg, egy magyarázó – kérdezgető dalvezetőnek és a kar válaszénekének szembeállításával (i. e. 530-as évek közepe), majd Aiszkhülosz léptette színre a második, Szophoklész a harmadik színészt, ezáltal megteremtve a párbeszédek és cselekvési konfliktusok árnyaltabb lehetőségeit.

### Ókori római irodalom
A római irodalom sajátosan közösségi jellegű irodalom volt: a latinok, szabinok, illírek stb. összeolvadásából keletkezett római állam irodalma. Az i. e. 7. század – i. e. 6. századra tehető az első irodalmi emlék létrejötte, a római naptáré, amelyben latin, szabin, etruszk és görög istennevek találhatóak. A római irodalomban az alábbi nagy korszakok különíthetőek el:
1. Az archaikus korszak (a királyok kora és a köztársaság első századai a pun háborúk befejezéséig, i e. 240-ig)
2. Az archaikus irodalom virágkora: az ifjabb Scipio (i. e. 185 – i. e. 129) haláláig, illetve a Gracchusok fellépéséig
3. A Gracchusok kora: a latin irodalmi nyelv kialakulásának korszaka, a nyelvi normák kialakulása a grammatika és retorika oktatásának hatására i e. 129-től Sulla (i. e. 138 – i. e. 78) haláláig
4. A római próza aranykora, a polgárháborúk kora, Cicero (i. e. 106 – i. e. 78) haláláig, a neoterikusok mozgalma
5. A költészet aranykora Augustus római császár haláláig, 14-ig, a principátus kialakulása
6. Az ezüstkori irodalom: Augustus halálától Traianus (98–117) haláláig, a császárság intézményének megszilárdulása
7. Az archaizálók kora: Hadrianus (76–138) trónra lépésétől Marcus Aurelius haláláig, 180-ig; az úgynevezett „jó császárok” kora
8. A pogány római irodalom válsága, a keresztény irodalom kezdetei, a birodalom válsága, katonacsászárok, keresztényüldözések, a tetrarchia kialakulása; Commodustól (180–192) Nagy Konstantin (264–306) trónra lépése.
9. A latin nyelvű keresztény irodalom virágkora, a pogány restauráció irodalma: Nagy Konstantintól Nagy Theodosius (347–395) haláláig
10. A római irodalom felbomlásának korszaka, a klasszikus latin nyelvi normák felbomlása, a nyugatrómai birodalom bukásáig (476), illetve a longobárdok betöréséig (568.